# Ígor Iúlievitx Oléinikov
|  | Per a altres significats, vegeu «Ígor Mikhàilovitx Oléinikov». |

Igor Iúlievitx Oléinikov (Игорь Олейников) (Lubersty, Moscou, 4 de gener de 1953) és un il·lustrador de llibre infantil rus.
Va estudiar enginyeria química a Moscou i va treballar uns anys com a enginyer. Va entrar a treballar, el 1979, a l'estudi d'animació Soiuzmultfilm. A partir de 1986 ha treballat com a il·lustrador de llibre infantil i ha il·lustrat tant obres clàssiques (sobretot de la literatura russa, com Puixkin, Gogol, Joseph Brodsky), com contes populars en les versions d'Andersen o Grimm, com llibres infantils contemporanis.
El 2018 ha estat premiat amb el premi Hans Christian Andersen; el jurat en destacà la varietat dels personatges que dibuixa i la seva vitalitat, expressió i moviment; també les seves originals i sorprenents versions dels clàssics.
Cap dels llibres que ha il·lustrat no ha estat publicat en català.

## Algunes publicacions
- Mahalia Mouse Goes to College, John Lithgow, il. Igor Oleynikov [sobre un ratolí que va a la universitat Harvard]
- The Nightingale, H. C. Andersen, il. Igor Oleynikov [El rossinyol]
- Tiny Bear's Bible